# Panaca (Nevada)
Panaca est un village des États-Unis situé dans le comté de Lincoln, à l'est de l'État du Nevada, près de la frontière avec l'Utah. Selon le recensement de 2010, la commune comptait 963 habitants. C'est une des deux seules villes du Nevada où les jeux d'argent sont interdits avec Boulder City.